# Poetete (Goulolo)
Poetete ist eine osttimoresische Aldeia im Suco Goulolo (Verwaltungsamt Cailaco, Gemeinde Bobonaro). 2015 lebten in der Aldeia 119 Menschen. Poetete liegt im Osten des Sucos.